# ليبارا
مجموعة ليبارا (بالإنجليزية: Lebara Group)‏ تأسست في سنة 2001 يقع مقرها في لندن. وهي مشغل الاتصالات المتنقلة التي تقدم خدماتها في العديد من البلدان في أنحاء العالم في (أستراليا، الدنمارك، فرنسا، ألمانيا، هولندا، النرويج، إسبانيا، سويسرا، والمملكة المتحدة)، وقد تم إطلاق خدماتها في المملكة العربية السعودية عام 2014 وتستخدم شبكة موبايلي كمشغل افتراضي
تهدف المجموعة إلى أن تكون الاختيار الأول لمليار شخص بحلول عام 2020.

## التاريخ
تأسست المجموعة في عام 2001 من قبل Ratheesan Yoganathan [الإنجليزية], Rasiah Ranjith Leon [الإنجليزية] and Baskaran Kandiah المؤسسين عملوا على الفكرة في مقهى مطار مدينة برغن النرويجية بعد رؤية مبنى مجموعة تيلينور لخدمات الاتصالات في النرويج فُرض على الطريق المؤدي إلى المطار. وقد صيغ هذا الاسم ليبارا من الحرفين الأولين من كل من أسماء المؤسسين.
كان منتج الشركة الأولي بطاقات هاتفية دولية مستقلة تباع من خلال محلات الهاتف المحمول.
في عام 2004 أطلقت ليبارا الخدمة الدولية الأولى من نوعها وهي خدمة منخفضة التكلفة في هولندا، وبيع بطاقات SIM باستخدام مشغل الهاتف المحمول تيلفورت Telfort وهي تابعة لشركة كونينكليكي KPN شركة الهاتف والاتصالات المتنقلة في هولندا.

## العمليات
تعمل الشركة حاليًا في فيكتوريا والدنمارك وفرنسا وألمانيا وهولندا وإسبانيا وسويسرا والمملكة المتحدة،  وتوظف حوالي 1400 موظف إجمالاً. باعت ليبارا عملياتها الأسترالية إلى Vodafone Australia في سبتمبر 2016.
| البلد           | الشبكة                | الموقع الرسمي                 |
| --------------- | --------------------- | ----------------------------- |
| أستراليا        | Vodafone              | https://www.lebara.com.au/    |
| الدنمارك        | تيلينور               | https://mobile.lebara.com/dk/ |
| فرنسا           | Bouygues Telecom      | https://mobile.lebara.com/fr/ |
| ألمانيا         | تي موبايل             | https://mobile.lebara.com/de/ |
| هولندا          | كيه بي ان             | https://mobile.lebara.com/nl/ |
| السعودية        | ليبار موبايل السعودية | https://www.lebara.sa/        |
| إسبانيا         | Vodafone              | https://mobile.lebara.com/es/ |
| سويسرا          | Sunrise               | https://lebara.ch/            |
| المملكة المتحدة | Vodafone              | https://mobile.lebara.com/gb/ |